# بریو، پویس
بریو، پویس (به انگلیسی: Berriew) یک منطقهٔ مسکونی در بریتانیا است که در پویس واقع شده‌است. بریو ۱٬۳۳۴ نفر جمعیت دارد.